# Griekse kolonisatie

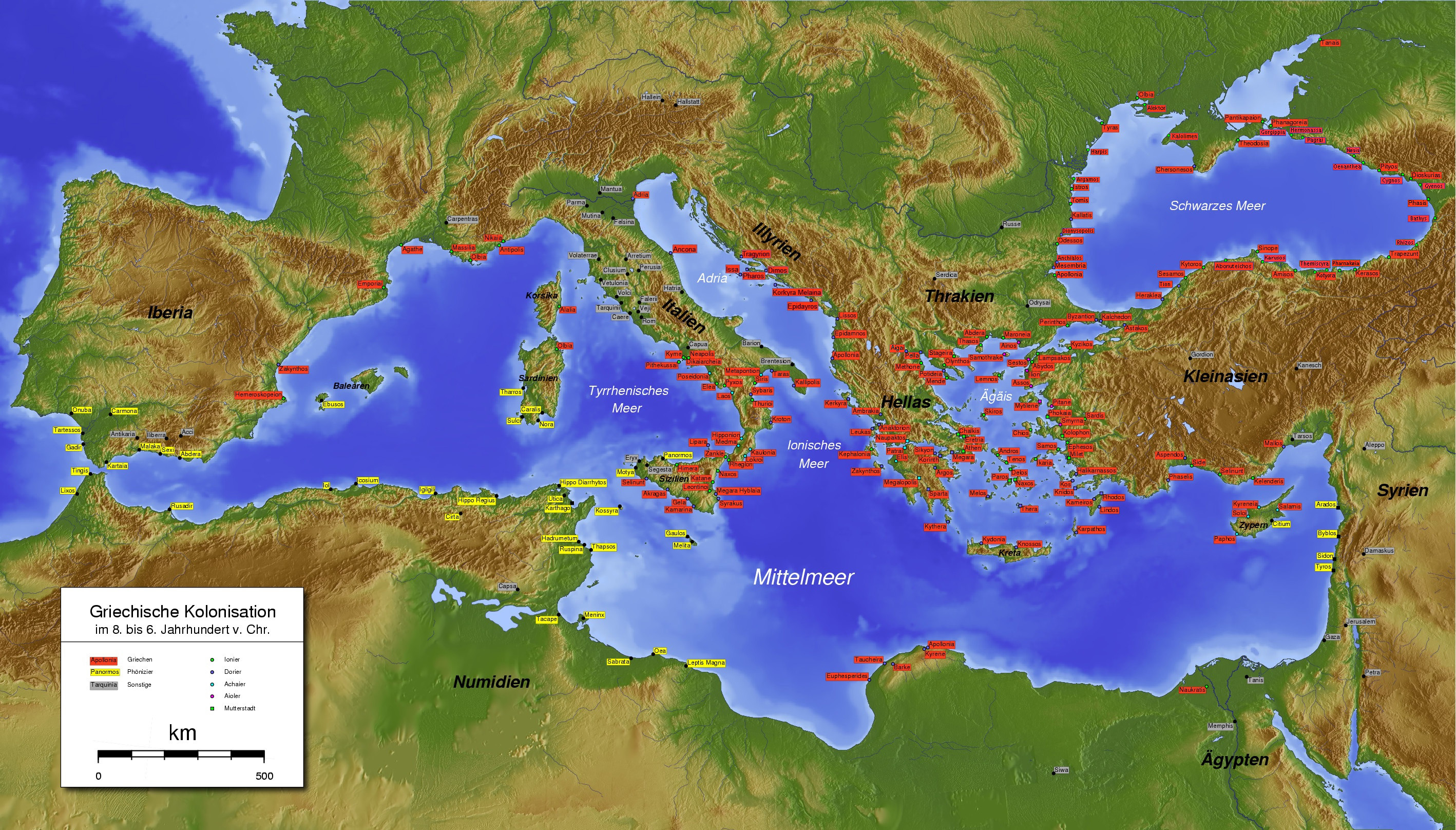
De Griekse kolonisatie (750-550 v.Chr.)

De aanduiding Griekse kolonisatie houdt de stichting van Griekse kolonies (apoikia) in, voorafgaand aan en tijdens de Archaïsche periode van de Griekse oudheid vanuit het vasteland en de eilanden van de Egeïsche Zee. Dit speelde zich vooral af aan de kusten van de Middellandse Zee en de Zwarte Zee, waardoor de Griekse taal, cultuur en organisatie van de poleis zich over het gehele gebied kon verspreiden.

## Overzicht
Vanaf het begin van de Griekse beschaving rond 1000 v.Chr. was er een voortdurende drang tot stichting van nieuwe onafhankelijke steden (apoikia - "nederzetting ver van huis"). Ook werden er handelssteden gesticht (ἐμπορίov - emporium). Naast de veiligstelling van handelsbelangen in gebieden over zee was dit ook om de steeds dreigende overbevolking tegen te gaan. De oorzaak hiervan was dat de stadstaatjes in Griekenland, op de eilanden en aan de kust van Klein-Azië, meestal maar een beperkt vruchtbaar landbouwareaal ter beschikking hadden. Dit kwam door het bergachtige en onvruchtbare achterland, dat ook al gauw te lijden had onder ontbossing en overbegrazing en met gevolg erosie, zodat alleen een tamelijk smalle kuststrook voldoende vruchtbaar was en soms ook bleef voor de landbouw. Als dit gebied te klein werd om de bevolking te voeden, en handel ook niet voldoende was om de voedselbehoefte te dekken, dan werd een deel van de bevolking weggezonden om hongersnood te voorkomen en ergens anders een nieuw bestaan op te bouwen.
Meestal gebeurde dit door vrijwilligers of werd er geloot. Soms was ook een politiek meningsverschil, waarbij de emoties hoog opliepen, de aanleiding om een nieuwe stad te stichten door de ontevredenen. Hiermee werd dan een burgeroorlog vermeden.
Rond het jaar 1000 v.Chr. werden vanuit het vasteland eerst de eilanden en de tegenoverliggende westkust van Klein-Azië gekoloniseerd. Een grote kolonisatiegolf
was er vervolgens tussen 800 v.Chr. en 500 v.Chr. waarbij het zuiden van Italië, Sicilië, de Zwarte Zee-kusten en iets later een groot gedeelte van de resterende Middellandse Zee-kusten werden bereikt. Zo waren er ten slotte hele ketens van nieuwe steden die na een paar generaties opnieuw zustersteden stichtten. Bijvoorbeeld Korinthe stichtte Syracuse, dat op zijn beurt weer vele steden op Sicilië stichtte. De grote concurrenten van de Grieken op dit gebied waren de Feniciërs, die eenzelfde strategie volgden, waardoor ze vele conflicten met elkaar hadden.
Athene riep een eigen, specifieke vorm van militaire kolonisatie in het leven, de zogenaamde cleruchie.
Tijdens het Hellenisme was de laatste expansiegolf. Het belangrijkste motief tot kolonisatie was toen om de Griekse cultuur onder de veroverde gebieden te verbreiden door er Griekse steden te stichten. Tot in Afghanistan (Grieks-Bactrisch koninkrijk) en Pakistan (Indisch-Griekse koninkrijk) werden Griekse steden gesticht.
Tegenwoordig kunnen vele steden rond de Middellandse Zee en Zwarte Zee bogen op Griekse wortels. Bijna alle andere steden in dit gebied hebben overigens Fenicische stichters wat hiermee dan weer de grote concurrentie aangeeft die er gevoerd werd.

## West- en zuidkust van Klein-Azië
Een belangrijk gebeuren voor de latere geschiedenis van Hellas was de emigratie van veel Grieken naar de westkust van Klein-Azië. Tijdens deze eerste kolonisatie nemen ze daar bezit van de rivierdalen aan de kust. Hierin heeft de vestiging van de Doriërs in Griekenland waarschijnlijk een rol gespeeld.

## Rond de Zwarte Zee

### Noordkust van Klein-Azië
Vrijwel alle koloniën in Klein-Azië zijn gesticht door Milesiërs. Waar dit niet het geval is is dit aangegeven:
- Byzantion
- Chalcedon
- Chele
- Heraclea (gesticht uit Megara)
- Tios
- Amastris (gesticht uit Megara)
- Kitoron
- Sisamos
- Ionopolis
- Sinope
- Leontopolis
- Amisos
- Thermi
- Oinaion
- Polemonion
- Kotiora
- Kerasus
- Tripolis
- Platana
- Trapezous
- Sourmena
- Ofis
- Rizus
- Athenai

### Inlandse koloniën langs de noordkust van Klein-Azië
- Kieros
- Euketa
- Amasia
- Tokat
- Kel Kit
- Neokaisáreia
- Argyropolis

### Bulgarije (Thracië)
- Mesembria
- Apollonia
- Odessos

### Roemenië
- Tomis
- Histria
- Tyras

### Oekraïne
- Olbia

### Krim
- Chersonesos
- Theodosia
- Pantikapaion

### Zuid-Rusland
- Tanaïs
- Hermonassa
- Phanagoria
- Gorgippia

### Georgië
- Phasis
- Pythios
- Bathus

## Italië
- Rond 760 v.Chr. stichtten kolonisten uit Euboea (Chalcis en Eretria) de oudste kolonie in Italië: Pithekoussai op het eiland Ischia.
- Circa 750 v.Chr. stichting van Kyme (Cumae) in Campanië.
- Syracuse
- Akragas > Agrigentum (Agrigento)
- Neapolis (Napels)
- Poseidonia > Paestum
- Tarentum (Tarente)
- Crotona

## Zuid-Frankrijk
- Massalia (Marseille)
- Nikaia (Nice)
- Antipolis (Antibes)
- Monoikos (Monaco)

## Spanje
- Emporion (Empúries)
- Saguntum
- Hemeroskopeion
- Tarraco
- Aphrodisias

## Egypte en Libië
- Alexandrië
- Ptolemaïs
- Naucratis
- Cyrene

## Azië tijdens en na Alexander de Grote

### Syrië
- Antiochië
- Seleucia

### Perzië
- Ctesiphon

### Centraal-Azië
- Grieks-Bactrisch koninkrijk